# Terebella tilosaula
Terebella tilosaula är en ringmaskart som beskrevs av Schmarda 1861. Terebella tilosaula ingår i släktet Terebella och familjen Terebellidae. Inga underarter finns listade i Catalogue of Life.